# Línea 505 (Santiago de Chile)
La Línea 505 de Red (anteriormente llamado Transantiago) une la Costanera Sur de Cerro Navia con Diagonal Las Torres de Peñalolén.
La 505 es uno de los recorridos principales del sector poniente de Cerro Navia, así como también de acceso a la Avenida La Estrella, el centro cívico de la comuna de Peñalolén, acercándolos en su paso con el hospital Salvador, también a la Avenida Libertador General Bernardo O'Higgins y a través de la Avenida Diagonal Las Torres.
Forma parte de la UN 5, operada por Metbus, correspondiéndole el color turquesa a sus buses.

## Flota
El 505 opera con buses de chasis Mercedes Benz, entre los cuales se cuenta el articulado O-500UA, de 18,5 metros de largo y con capacidad de 140 personas aproximadamente. También figura en su flota el bus rígido de chasis Mercedes Benz O-500U, de 12 metros con capacidad cercana a las 90 personas. Todos estos buses son carrozados por Caio Induscar, con el modelo Mondego H (rígido) y Mondego HA (articulado).
También podemos encontrar en este recorrido los buses estan RED con chasis Mercedes Benz, entre los cuales se cuenta el articulado O-500UA BlueTec 6, de 18,5 metros de largo y con capacidad de 140 personas aproximadamente. También figura en su flota el bus rígido de chasis Mercedes Benz O-500U BlueTec 6, de 12 metros con capacidad cercana a las 90 personas. Todos estos buses ecologicos son carrozados por Marcopolo, con el modelo Torino Low Entry (rígido) y (articulado).

## Historia
La 505 inició sus operaciones junto con el plan Transantiago el 10 de febrero de 2007. En ese instante, operaba con buses "enchulados", la mayoría heredados de empresas de micros amarillas cuyos terminales estaban cercanos a Cerro Navia. Sin embargo, en Marzo del 2007, se contaba además con el servicio expreso 505e que unía Ñuñoa con Cerro Navia, pero solo llegando hasta la calle Merced con Irene Morales, retornando en el sector de la actual Estación Plaza Egaña del Metro.
En el inicio del plan, el recorrido principal no ingresaba a la Avenida La Estrella, sino que sólo llegaba hasta el retorno del extinto "Cruce Cerro Navia", en el inicio de la Avenida Mapocho, lugar donde se acopiaban los buses en un sitio eriazo. Los problemas de cobertura de las primeras semanas del Transantiago, y la necesidad de operar desde un terminal establecido y no desde la vía pública, causaron que en menos de tres meses, el 505 fuera extendido por Mapocho Norte (ida), Diagonal Reny y Mapocho Sur (vuelta) hacia Avenida La Estrella, donde funcionaba su principal depósito en Cerro Navia. Junto con la modificación antes señalada, se eliminó el 505e para crear el nuevo servicio 508, que une Enea con Peñalolén.
El 16 de enero de 2016, el servicio 505 extendió su ruta hasta el sector alto de Peñalolén, terminando en la Avenida Diagonal Las Torres con Las Vertientes.
El 2 de julio de 2016, el servicio 505 extendió su ruta en Peñalolén circulando por Río Claro, Valle Hermoso, Quebrada Camarones, José Arrieta, retomando su trazado habitual por Diagonal Las Torres, esta modificación se debe al ingreso de los buses al terminal Río Claro,  además este servicio dejó de operar 24 horas. Con esta modificación, el recorrido paso de denominarse 505 Cerro Navia - Las Parcelas por Cerro Navia - Peñalolén.

## Trazado

### 505 Cerro Navia - Peñalolén[2]
| - Comuna de Cerro Navia - Av. La Estrella - Mapocho Norte - Diagonal Reny - Costanera Sur - La Capilla - Costanera Sur - Carrascal - Comuna de Quinta Normal - Carrascal - Joaquín Walker Martínez - Coronel Robles - Av. San Pablo - Matucana - Comuna de Santiago - Matucana - Compañía - Merced - Irene Morales - Comuna de Providencia - Av. Providencia - Av. Salvador - Comuna de Ñuñoa - Av. Salvador - Av. Irarrazaval - Av. Américo Vespucio - Comuna de Peñalolén - Av. Américo Vespucio - Av. Grecia - Ictinos - Oriental - Av. Las Parcelas - Los Baqueanos - Diagonal Las Torres | - Comuna de Peñalolén - Diagonal Las Torres - Los Baqueanos - Río Claro - Av. Las Parcelas - Oriental - Ictinos - Av. Grecia - Av. Egaña - Av. Américo Vespucio - Comuna de Ñuñoa - Av. Américo Vespucio - Av. Irarrazaval - Av. Salvador - Comuna de Providencia - Av. Salvador - Av. Providencia - Comuna de Santiago - Merced - Monjitas - Santo Domingo - Av. Manuel Rodríguez - Rosas - Matucana - Comuna de Quinta Normal - Matucana - Andes - Coronel Robles - Joaquín Walker Martínez - Comuna de Cerro Navia - Joaquín Walker Martínez - Juan Castellon - Augusto Matte - Carrascal - Costanera Sur - La Capilla - Diagonal Reny - Mapocho Sur - Av. La Estrella |

## Puntos de Interés
- Carrascal 59
- Parque Mapocho Poniente
- Complejo Educacional Cerro Navia
- Metro Gruta de Lourdes
- Instituto Nacional Barros Arana
- Hospital San Juan de Dios
- Plaza Brasil
- Museo La Merced
- Lider Express Merced
- Plaza Baquedano
- Metro Baquedano
- Metro Monseñor Eyzaguirre
- Metro Ñuñoa
- Plaza Ñuñoa
- Metro Chile España
- Metro Villa Frei
- Metro Plaza Egaña